# Futbolo Klubas Dainava Alytus
Il Futbolo Klubas Dainava Alytus è stata una società calcistica lituana di Alytus.

## Storia
È nata nel 2010 dalla fusione delle società Vidzgiris (fondata nel 2000) e Alytis Alytus (rifondata nel 2003). Prende il nome dallo storico club del Dainava Alytus, vissuto in epoca sovietica.

## Organico

### Rosa
Aggiornato all'11 dicembre 2011
| N. |                     | Ruolo | Calciatore                     |
| -- | ------------------- | ----- | ------------------------------ |
| 1  | Lituania (bandiera) | P     | Andzej Liksa                   |
| 2  | Lituania (bandiera) | D     | Valentin Baranovskij           |
| 3  | Lituania (bandiera) | C     | Ricardas Padegimas             |
| 4  | Lituania (bandiera) | A     | Saulius Laibinis               |
| 5  | Lituania (bandiera) | D     | Ruslanas Ruslanas Blinovas     |
| 6  | Lituania (bandiera) | D     | Vaidotas Rutkauskas (capitano) |
| 7  | Lituania (bandiera) | C     | Giedrius Vaitulevičius         |
| 8  | Lituania (bandiera) | C     | Tomas Jerusevicius             |
| 9  | Lituania (bandiera) | A     | Paulius Sakalis                |
| 10 | Italia (bandiera)   | A     | Liguori Kevin                  |
| 11 | Lituania (bandiera) | A     | Arsenij Buinickij              |
| 13 | Lituania (bandiera) | C     | Virginijus Miknevicius         |
| 14 | Lituania (bandiera) | D     | Nerijus Kavaliauskas           |

| N. |                     | Ruolo | Calciatore            |
| -- | ------------------- | ----- | --------------------- |
| 16 | Lituania (bandiera) | C     | Darius Cibulskas      |
| 17 | Lituania (bandiera) | C     | Martynas Biržinis     |
| 20 | Lituania (bandiera) | C     | Marius Sarkelis       |
| 21 | Lituania (bandiera) | C     | Almataras Mikstriunas |
| 23 | Lituania (bandiera) | D     | Ruslan Kliukoitis     |
| 73 | Lituania (bandiera) | A     | Eimantas Poderis      |
| 99 | Lituania (bandiera) | P     | Giedrius Streimikis   |
| -  | Lituania (bandiera) | A     | Tomas Jaskys          |
| -  | Lituania (bandiera) | A     | Renaldas Stankevicius |
| -  | Lituania (bandiera) | A     | Modestas Atmanavičius |
| -  | Lituania (bandiera) | D     | Laurynas Silius       |
| -  | Lituania (bandiera) | P     | Giedrius Butkus       |

## Palmarès

### Competizioni nazionali
- 1 Lyga: 1

1997-1998

### Altri piazzamenti
- Coppa di Lituania:

Semifinalista: 2018